# 顾竹轩
顾竹轩（1885年4月17日—1956年7月6日），上海青帮、黄包车业和苏北旅沪同乡会领袖，天蟾舞台老板，号称“江北大亨”。

## 生平
顾竹轩，名如茂，家中排行第四，原籍江苏省阜宁县，因家贫，举家流落至盐城县（今属建湖县）为佃农。1901年到上海谋生，在闸北天保里附近做马路工、后在德国人开设的飞星车行拉黄包车，靠勤俭小有积蓄后，在1914年第一次世界大战爆发，德国老板回国时盘下车行。1904年又拜苏北同乡、青帮“大”字辈刘登阶为师，为“通”字辈。由于同乡观念强烈，重义气，在苏北籍人士（人口上百万，聚居在闸北、杨树浦等地）和人力车夫群体中，获得了广泛的拥护。
顾竹轩是黑社会介入娱乐业较早的一人。1916年，位于九江路的天蟾舞台拆迁建造永安公司，顾竹轩与人合伙在福州路701号兴建新天蟾舞台，聘请京剧名角“麒麟童”周信芳。
1924年江浙战争爆发，闸北士绅成立闸北保卫团，顾竹轩担任副团长。
1949年，顾竹轩的妻子李泄萍，外孙雷震，外孙女乐蒂移居香港，顾竹轩选择留在上海。由于此前他曾经多次帮助过共产党，还送小儿子顾乃瑾去苏北参加新四军，成为昔日上海黑社会流氓大亨中惟一未被镇压得以善终者。甚至在1949年8月，顾竹轩还被邀请为上海第一次人民代表会议代表。 
1956年7月6日，顾竹轩因患水膨胀病在上海去世。
顾竹轩娶妻张凤仙，生子顾乃赓、顾乃福、顾乃康、顾乃瑾，生女顾乃芳、顾毓秀。另纳杨氏、王月花、李泄萍为妾，杨氏生女顾毓秀